# Grand Prix of Miami 2002
Grand Prix of Miami 2002 var ett race som var säsongspremiären i Indy Racing League säsongen 2002. Racet kördes den 2 mars på Homestead-Miami Speedway i Homestead, Florida. 2001 års mästare Sam Hornish Jr. vann premiären före den regerande mästaren i CART; Gil de Ferran.

## Slutresultat
| Plats | Förare            | Team                     | Grid   | Kvaltid |
| ----- | ----------------- | ------------------------ | ------ | ------- |
| 1     | Sam Hornish Jr.   | Panther Racing           | 1      | 26,616  |
| 2     | Gil de Ferran     | Marlboro Team Penske     | 2      | 26,678  |
| 3     | Hélio Castroneves | Marlboro Team Penske     | 2      | 26,678  |
| 4     | Jeff Ward         | Chip Ganassi Racing      | 10     | 27,082  |
| 5     | Eliseo Salazar    | A.J. Foyt Enterprises    | 15     | 27,319  |
| 6     | Tomas Scheckter   | Cheever Racing           | 3      | 26,750  |
| 7     | Felipe Giaffone   | Mo Nunn Racing           | 17     | 27,366  |
| 8     | Alex Barron       | Blair Racing             | 19     | 27,458  |
| 9     | Anthony Lazzaro   | Sam Schmidt Motorsports  | 20     | 27,488  |
| 10    | Airton Daré       | A.J. Foyt Enterprises    | 21     | 27,497  |
| 11    | Tyce Carlson      | PDM Racing               | 22     | 27,583  |
| 12    | Robbie Buhl       | Dreyer & Reinbold Racing | 7      | 26,867  |
| 13    | George Mack       | 310 Racing               | 24     | 27,660  |
| 14    | Robbie McGehee    | Cahill Racing            | 14     | 27,265  |
| 15    | Laurent Redon     | Conquest Racing          | 9      | 27,080  |
| 16    | Billy Boat        | CURB/Agajanian Racing    | 8      | 27,076  |
| 17    | John de Vries     | Brayton Racing           | 18     | 27,449  |
| 18    | Jaques Lazier     | Team Menard              | 5      | 26,813  |
| 19    | Scott Sharp       | Kelley Racing            | 11     | 27,085  |
| 20    | Al Unser Jr.      | Kelley Racing            | 13     | 27,197  |
| 21    | Billy Roe         | Zali Racing              | 26     | 28,615  |
| 22    | Buddy Lazier      | Hemelgarn Racing         | 16     | 27,352  |
| 23    | Hideki Noda       | Convergent Racing        | 23     | 27,588  |
| 24    | Rick Treadway     | Treadway/Hubbard Racing  | 12     | 27,092  |
| 25    | Eddie Cheever     | Cheever Racing           | 4      | 26,808  |
| 26    | Jon Herb          | Racing Professionals     | 28,194 |         |